# Línea 17 (TUC Pamplona)
| 17 | Berriozar ↔ Mutiloa Berriozar ↔ Mutilva |

La línea 17 del Transporte Urbano Comarcal de Pamplona (EHG/TUC) es una línea de autobús urbano que conecta Berriozar con Mutilva a través de Pamplona.
A lo largo de su recorrido conecta lugares importantes como la estación de autobuses de Pamplona, el parque de la Taconera, el parque de Trinitarios, la estación RENFE, la plaza Príncipe de Viana, la plaza de las Merindades, el Monumento a los Caídos, el parque Alfredo Landa y la Casa de Cultura de Mutilva.

## Historia
La línea empezó como una concesión de transporte interurbano de viajeros entre Mutilva e Pamplona, concedida a la empresa La Villavesa SA en 1930. Tenía el número 8, y acababa en la calle Blanca de Navarra.
En 1969, tras el cierre de La Villavesa SA, la línea pasa a manos de La Montañesa SA.
En 1999, con la unificación del Transporte Urbano Comarcal, recibió el número 17 y se modificó el recorrido por el centro.
En diciembre de 2012 se añaden cuatro paradas en Lezcairu.
En septiembre de 2017 con el conocido como Plan de Amabilización del Centro de Pamplona, se eliminó la parada en la plaza de las Merindades, en sentido Artiberri, y se sustituyó por una en la avenida de la Baja Navarra, consiguiendo así una optimización en los tiempos de viaje y una reducción de los giros en dicha plaza.
En marzo de 2018, coincidiendo con la apertura del aparcamiento intermodal de Trinitarios, se añadió una parada entre Taconera y Dona Gratzia/Santa Engracia (sentido Artiberri) y se sustituyó la parada Guipúzcoa-Ochagavía por la actual, más cerca del aparcamiento (sentido Mutilva), para dar servicio a dicho aparcamiento.
En enero de 2020 se invirtió el recorrido de esta línea con el de la línea 25 desde Adela Bazo, a su paso por Mutilva. Asimismo se mejoraron las frecuencias.

## Explotación

### Frecuencias
La línea está operativa todos los días del año. Estas son las frecuencias:
- Laborables: 15' (de 06:30 a 22:32)
- Sábados: 20' (de 07:10 a 22:30)
- Domingos y festivos: 40' (de 07:10 a 22:30)

### Recorrido
Todos los autobuses realizan todo el recorrido.

## Paradas
|  | Parada                                                   | Parada | Parada | Parada | Parada                                               | Municipio | Correspondencia                          |  |
|  | -------------------------------------------------------- | ------ | ------ | ------ | ---------------------------------------------------- | --------- | ---------------------------------------- |  |
|  | Calle Cañada Real (Calle Errota)                         |        | ■      |        | Abelbide Erreala Kalea (Errota Kalea)                | Berriozar |                                          |  |
|  | Calle Cañada Real (Calle Buztin)                         |        | ■      |        | Abelbide Erreala Kalea (Buztin Kalea)                | Berriozar |                                          |  |
|  | Calle María Viscarret (Calle Madres de la Plaza de Mayo) |        | ■      |        | Maria Viscarret Kalea (Amak Maiatzeko Plazako Kalea) | Artica    |                                          |  |
|  | Calle María Viscarret (Calle Ventura Rodriguez)          |        | ■      |        | Maria Viscarret Kalea (Ventura Rodriguez Kalea)      | Artica    |                                          |  |
|  | Avenida de Guipúzcoa (Rotonda Buztintxuri)               |        | ■      |        | Gipuzkoako Etorbidea (Buztintxuri Birbilgunea)       | Pamplona  | 16                                       |  |
|  | Avenida de Guipúzcoa (Cuatrovientos)                     |        | ■      |        | Gipuzkoako Etorbidea (Cuatrovientos)                 | Pamplona  | 3 7 9 16 21                              |  |
|  | Calle Biurdana (Paseo Kosterapea)                        |        | ■      |        | Biurdana Kalea (Kosterapea Pasealekua)               | Pamplona  | 3 16 21                                  |  |
|  | Calle Taconera (Bosquecillo)                             |        | ■      |        | Takonera Kalea (Basotxoa)                            | Pamplona  | 3 4 8 10 15 16 21                        |  |
|  | Calle Padre Adoain (Baluarte)                            |        | ■      |        | Adoain Aitaren Kalea (Baluarte)                      | Pamplona  | 4 9 12 16 21                             |  |
|  | Plaza Príncipe de Viana nº2                              |        | ■      |        | Bianako Printzearen Plaza 2                          | Pamplona  | 1 2 3 4 5 8 9 10 11 12 15 18 20 21 23 25 |  |
|  | Plaza de las Merindades nº3                              |        | ■      |        | Merindadeen Plaza 3                                  | Pamplona  | 1 2 3 4 5 6 8 9 10 11 12 18 20 22 23 25  |  |
|  | Calle Amaya nº22                                         |        | ■      |        | Amaya Kalea 22                                       | Pamplona  | 1 6 9 25                                 |  |
|  | Calle Aoiz (frente TVE)                                  |        | ■      |        | Agoitzeko Kalea (TVEaren parean)                     | Pamplona  | 25                                       |  |
|  | Avenida de Juan Pablo II (Calle Cataluña)                |        | ■      |        | Ioan Paulo IIaren Etorbidea (Katalunia Kalea)        | Pamplona  | 25                                       |  |
|  | Avenida de Juan Pablo II (Calle Adela Bazo)              |        | ■      |        | Ioan Paulo IIaren Etorbidea (Adela Bazo Kalea)       | Pamplona  | 25                                       |  |
|  | Plaza Valle de Aranguren nº3                             |        | ■      |        | Aranguren Ibarreko Plaza nº3                         | Mutilva   | 25                                       |  |
|  | Avenida Anaitasuna (Plaza Elobide)                       |        | ■      |        | Anaitasuna Etorbidea (Elobide Plaza)                 | Mutilva   |                                          |  |
|  | Avenida Anaitasuna nº3                                   |        | ■      |        | Anaitasuna Etorbidea 3                               | Mutilva   |                                          |  |
|  |                                                          |        |        |        |                                                      |           |                                          |  |
|  | Avenida Anaitasuna (Plaza Kapana)                        |        | ■      |        | Anaitasuna Etorbidea (Kapana Plaza)                  | Mutilva   |                                          |  |
|  | Avenida Anaitasuna (Plaza Elobide)                       |        | ■      |        | Anaitasuna Etorbidea (Elobide Plaza)                 | Mutilva   |                                          |  |
|  | Plaza Valle de Aranguren nº13                            |        | ■      |        | Aranguren Ibarreko Plaza nº13                        | Mutilva   | 25                                       |  |
|  | Avenida de Juan Pablo II (Calle Adela Bazo)              |        | ■      |        | Ioan Paulo IIaren Etorbidea (Adela Bazo Kalea)       | Pamplona  | 25                                       |  |
|  | Avenida de Juan Pablo II (Calle Manuel López)            |        | ■      |        | Ioan Paulo IIaren Etorbidea (Manuel Lopez Kalea)     | Pamplona  | 25                                       |  |
|  | Calle Aoiz (frente Centro de Salud)                      |        | ■      |        | Agoitzeko Kalea (Osasunextearen parean)              | Pamplona  | 1 6 9 25                                 |  |
|  | Calle Paulino Caballero nº39                             |        | ■      |        | Paulino Caballeroren Kalea 39                        | Pamplona  | 1 6 9 25                                 |  |
|  | Avenida de la Baja Navarra nº9                           |        | ■      |        | Bexe Nafarroako Etorbidea 9                          | Pamplona  | 1 2 3 4 5 6 8 9 10 11 12 18 20 22 23 25  |  |
|  | Calle Yanguas y Miranda (Calle Estella)                  |        | ■      |        | Yanguas y Miranda Kalea (Lizarra Kalea)              | Pamplona  | 4 9 12 16 21                             |  |
|  | Calle Taconera (Iglesia de San Lorenzo)                  |        | ■      |        | Takonera Kalea (San Lorentzoaren Eliza)              | Pamplona  | 3 4 8 10 15 16 21                        |  |
|  | Avenida de Guipúzcoa (Paseo Kosterapea)                  |        | ■      |        | Gipuzkoako Etorbidea (Kosterapea Pasealekua)         | Pamplona  | 3 16 21                                  |  |
|  | Avenida de Guipúzcoa (Puente Santa Engracia)             |        | ■      |        | Gipuzkoako Etorbidea (Dona Gratziako Zubia)          | Pamplona  | 3 16 21                                  |  |
|  | Avenida de Guipúzcoa (Cuatrovientos)                     |        |        |        | Gipuzkoako Etorbidea (Cuatrovientos)                 | Pamplona  | 3 7 9 16 21                              |  |
|  | Calle Francisco Javier Sáenz (Avenida Gipuzkoa)          |        | ■      |        | Francisco Javier Saenz Kalea (Gipuzkoako Etorbidea)  | Pamplona  | 16                                       |  |
|  | Calle Santa Engracia (Calle Francisco Javier Sáenz)      |        | ■      |        | Dona Gratziaren Kalea (Francisco Javier Saenz Kalea) | Pamplona  |                                          |  |
|  | Calle María Viscarret (frente nº22)                      |        | ■      |        | Maria Viscarret Kalea (22aren parean)                | Artica    |                                          |  |
|  | Calle María Viscarret (frente nº2)                       |        | ■      |        | Maria Viscarret Kalea (2aren parean)                 | Artica    |                                          |  |
|  | Calle Cañada Real (frente nº10)                          |        | ■      |        | Abelbide Erreala Kalea (10aren parean)               | Berriozar |                                          |  |
|  | Calle Cañada Real (Calle Errota)                         |        | ■      |        | Abelbide Erreala Kalea (Errota Kalea)                | Berriozar |                                          |  |

## Tráfico
| Año  | Pasajeros | Variación |
| ---- | --------- | --------- |
| 2018 | 1 288 255 | ▲ 7,4%    |
| 2019 | 1 383 051 | ▲ 7,4%    |

## Futuro
No se prevén nuevas extensiones o modificaciones del servicio por ahora.